# Notakto
Notakto es una variante del tres en línea, también conocida como su versión imparcial o neutral. El juego es una combinación de los juegos tic-tac-toe y Nim, jugado en uno o varios tableros con ambos jugadores jugando la misma pieza (una "X" o una cruz). El juego termina cuando todos los tableros contienen una línea triple de X, momento en el que el jugador que ha realizado el último movimiento pierde el juego. Sin embargo, en este juego, a diferencia de tic-tac-toe, siempre habrá un jugador que gane cualquier juego de Notakto.
Notakto es un juego imparcial, donde los movimientos permitidos dependen solo del estado del juego y no de qué jugador tiene el turno. Cuando se juega en varios tableros, es un juego disyuntivo. El juego se atribuye al profesor y jugador de backgammon Bob Koca, quien se dice que inventó el juego en 2010, cuando su sobrino de cinco años sugirió jugar un juego de tic-tac-toe con ambos jugadores como "X".

## Juego
Notakto se juega en un número finito de tableros vacíos de 3 por 3. Luego, cada jugador se turna para colocar una X en el tablero (s) en un espacio vacío (un espacio que ya no está ocupado por una X en el tablero). Si un tablero tiene un tres-en-línea, el tablero está muerto y ya no se puede jugar. Cuando un jugador crea un triple en una fila y no hay más tableros para jugar, ese jugador pierde.

## Estrategia óptima

La "trampa de arranque", en la que el primer jugador (que comenzó jugando el centro "X") tiene garantizada una victoria.

La estrategia óptima para un juego de una sola mesa de Notakto permite al primer jugador forzar una victoria. Corresponde al primer jugador jugar en el centro y luego realizar un movimiento de caballo (2 casillas verticalmente y 1 casilla horizontalmente, o viceversa) lejos del juego del oponente. Esta estrategia funciona porque crea una estructura similar a un arranque, que se denomina trampa de arranque. Desde la posición de la trampa de arranque, el primer jugador podrá forzar una victoria. Esta estrategia funciona porque crea una estructura similar a un arranque, que se denomina trampa de arranque. Desde la posición de la trampa de arranque, el primer jugador podrá forzar una victoria.
Con dos tableros, el segundo jugador debe jugar en su primer movimiento en el cuadrado central del tablero vacío (el que no tiene X). Luego, el segundo jugador sacrifica uno de los tableros (creando un tres en fila) si es posible. Ahora, el juego es un juego de 1 tablero de Notakto, por lo que el segundo jugador usa el movimiento del caballo o las estrategias de trampa de arranque para ganar.
A partir de estas dos estrategias, cualquier juego con más de dos tableros siempre puede ser ganado por el primer jugador (en un número impar de tableros) o por el segundo jugador (en un número par de tableros).